# Żuławy (Górowo Iławeckie)
Żuławy (deutsch Schönwiese) ist ein Ort in der polnischen Woiwodschaft Ermland-Masuren. Er gehört zur Landgemeinde Górowo Iławeckie (Landsberg) im Powiat Bartoszycki (Kreis Bartenstein), bis 1945 zum Kreis Preußisch Eylau (Amt Herfken) in Ostpreußen.

## Geographische Lage
Żuławy liegt am Flüsschen Elm (polnisch Elma) im Nordwesten der Woiwodschaft Ermland-Masuren, 22 Kilometer südlich der heute auf russischem Staatsgebiet gelegenen ehemaligen Kreisstadt Preußisch Eylau bzw. 19 Kilometer südwestlich der jetzigen Kreismetropole Bartoszyce (deutsch Bartenstein).

## Geschichte
Der kleine Gutsort Schönwiese wurde im Jahre 1380 gegründet. Im Jahre 1874 kam das Dorf zum neu errichteten Amtsbezirk Nerfken (polnisch Nerwiki) im Kreis Preußisch Eylau, Regierungsbezirk Königsberg, Ostpreußen. 48 Einwohner zählte der Gutsbezirk Schönwiese im Jahre 1910.
Am 30. September 1928 gab Schönwiese seine Eigenständigkeit auf und schloss sich mit den Gutsbezirken Salwarschienen (polnisch Kanie Iławeckie) und Sieslack (Piaseczno) zur neuen Landgemeinde Sieslack zusammen.
Mit der Abtretung des gesamten südlichen Ostpreußen 1945 in Kriegsfolge an Polen erhielt Schönwiese die polnische Namensform „Żuławy“. Das Dorf ist heute eine Osada (= „Siedlung“) innerhalb der Gmina Górowo Iławeckie (Landgemeinde Landsberg) im Powiat Bartoszycki (Kreis Bartenstein), von 1975 bis 1998 der Woiwodschaft Olsztyn, seither der Woiwodschaft Ermland-Masuren zugehörig.

## Religion
Bis 1945 war Schönwiese mit seiner mehrheitlich evangelischen Bevölkerung in das Kirchspiel der Kirche Petershagen (Ostpreußen) (polnisch Pieszkowo) in der Kirchenprovinz Ostpreußen der Kirche der Altpreußischen Union eingepfarrt.
Die fast ausnahmslos römisch-katholische heutige Einwohnerschaft von Żuławy gehört zu derselben Kirche in Pieszkowo, die heute allerdings dem Erzbistum Ermland zugeordnet ist.

## Verkehr
Żuławy liegt östlich der polnischen Woiwodschaftsstraße 511 (der ehemaligen deutschen Reichsstraße 134), und ist vom Abzweig Pieszkowo (Petershagen) aus über Trojaczek (Dittchenhöfen) zu erreichen. Die nächste Bahnstation war bis 1945 in Nerfken (polnisch Nerwiki) an der Bahnstrecke Königsberg–Zinten–Landsberg–Heilsberg (–Rothfließ), die jedoch nicht mehr befahren wird.

## Trivia
Bei Schönwiese fand man beim Ausräumen eines Teichuntzergrundes zehn arabische Münzen aus der Zeit Hārūn ar-Raschīds.